# Guignardia stromatica
Guignardia stromatica är en svampart som tillhör divisionen sporsäcksvampar, och som först beskrevs av Karl Wilhelm Gottlieb Leopold Fuckel, och fick sitt nu gällande namn av Franz Petrak. Guignardia stromatica ingår i släktet Guignardia, och familjen Mycosphaerellaceae. Arten är reproducerande i Sverige.